# グドムンドゥル・トラリンソン
クドムンドゥル・トラリンソン（Gudmundur Thórarinsson、1992年4月15日 - ）は、アイスランド・セールフォス出身のサッカー選手。OFIクレタ所属。ポジションはDF。

## クラブ経歴
2009年に地元のUMFセールフォスでプロデビュー。同年シーズンに1. テイルト・カルトラ (2部リーグ)で優勝し、翌年シーズンはウルヴァルステイルト (1部)で16試合に出場。翌2011年にÍBヴェストマンナエイヤに移籍。
2013年以降は国外でプレー。FCノアシェランやIFKノルシェーピンなどを渡り歩き、2016年はローゼンボリBKでエリテセリエンとノルウェー・カップで優勝し、二冠を達成した。
2020年1月28日、ニューヨーク・シティFCと契約した。

## 代表経歴
208年から6年間にわたり、ユース世代のアイスランド代表でプレー。2016年2月にフル代表初招集。1日のアメリカ戦で代表初出場。しかし、UEFA EURO 2016、2018 FIFAワールドカップは落選に終わった。

## 人物・エピソード
- 母国アイスランドでは、歌手としても活躍している[2]。
- ニューヨーク・シティFC在籍時の2020年シーズンのMLSカップイースタンカンファレンス1回戦のオーランド・シティSC戦で、PK戦までもつれ込んだ一戦は、相手GKのペドロ・ガレセが、PK戦中に退場処分となり、DFのロドリゴ・シュレーゲルが代理GKを務めるというパプニングが発生。サドンデス戦となり、先攻で7人目のキッカーを任されたグドムンドゥルがシュレーゲルに止められ、痛恨の失敗。その後後攻のベンジ・ミシェルが決め、MLSカップ敗退となってしまった[3][4]。